# Nabis
Nabis (zm. 192 p.n.e.) – spartański król. Był ostatnim władcą niezależnej Sparty.

## Życiorys
W 207 r. p.n.e. Nabis przejął rządy w Sparcie z rąk Machanidasa, który w charakterze regenta rządził krajem w imieniu króla Pelopsa. Wkrótce zamordował swojego podopiecznego i sam ogłosił się królem. Nabis przystąpił do realizacji radykalnego programu reform społecznych oraz podjął próbę odbudowania dawnej potęgi Sparty. Rozpoczęta przez niego wojna ze Związkiem Achajskim zakończyła się jednak klęską spartańskiej armii, której siły uległy achajskim wojskom dowodzonym przez Filopojmena. Achajczyków wspierał rzymski kontyngent dowodzony przez Flaminusa. Pokonany Nabis został zamordowany. Jego zwolennicy w dalszym ciągu kontynuowali walkę, ale musieli ulec przewadze wroga. Pokonana Sparta została zmuszona do przyłączenia się do Związku Achajskiego.